# Hearts of Iron III
Hearts of Iron III es un videojuego de estrategia bélica compleja, desarrollado por Paradox Interactive para Microsoft Windows, OSX y Linux. Es la secuela de la serie Hearts of Iron, de la misma compañía. Fue anunciado el 20 de agosto de 2008 y salió al mercado el 7 de agosto de 2009.

## El juego
El juego consiste en controlar uno de los países existentes en el mundo, dentro del ámbito de los sucesos de la época circundante a la Segunda Guerra Mundial (1936-1948). Los grandes campos en que se divide este control son: Política, Diplomacia, Economía, Infraestructura, Industria, Investigación, y Ejército.
El objetivo es que nuestra alianza de países (Aliados, Eje, o Comintern), cuente con el número mayor de puntos de victoria al llegar a la fecha de finalización. Sin embargo el jugador puede actuar sin tener en cuenta esto, centrando su experiencia de juego en objetivos personales. Así aquel jugador que dirija un pequeño país, puede divertirse simplemente "sobreviviendo" a este convulso periodo de la Historia. 
Un aspecto destacable del juego son los sucesos históricos, tales como la guerra civil española, el acuerdo de Múnich o el tratado de no agresión entre el Tercer Reich y la Unión de Repúblicas Socialistas Soviéticas, conocido coloquialmente como Pacto Ribbentrop-Mólotov. En la mayoría de las ocasiones podremos elegir entre actuar como lo hicieron los países históricamente, o bien elegir de forma diferente.
Al tratarse de un juego de alta estrategia ambientado en un periodo de guerra mundial, los aspectos relacionados con el ejército gozan de una mayor profundidad y capacidad de control. Sin embargo la logística, el empleo de armas eficaces o innovadoras, o la habilidad de los líderes militares, sólo son posibles mediante la correcta administración de los aspectos económicos y políticos del juego.
El tiempo dentro del juego transcurre en periodos de una hora, siendo de gran importancia la climatología, así como las horas de Sol u oscuridad. El terreno es otro factor a tener en cuenta, así como la actitud de la población civil de las regiones del mundo, las cuales son equivalentes en tamaño a una provincia europea o a un estado estadounidense. El tamaño de estas regiones varía considerablemente de una parte a otra del mundo.

## Desarrollo
El primer tráiler de la Games Convention en Leipzig nuevas mejoras así como gráficos en 3D, posiblemente gracias al motor de desarrollo Clausewitz. Paradox también lanzó una serie de diarios de desarrollo y vídeo-demostraciones.

A pesar de estar feliz con el alcance de Hearts of Iron III, el jefe de diseño Johan Andersson quería mejorar todos los aspectos del juego, empezando de nuevo con un nuevo motor. La inteligencia artificial (IA) del juego fue diseñada para ser capaz de lograr objetivos estratégicos y controlar las fuerzas que se le delegasen, incluyendo teatros completos de operaciones. La IA también puede recordar y comparar posibilidades estratégicas a medida que cambian las circunstancias. El cambio a gráficos 3D ayudo a la mejora de otras áreas, tal como lo explico Andersson:
Pasar a 3D significa que podemos hacer otro tipo de arquitectura en el cual podríamos soportar más resolución de pantalla, y desarrollar nuestros mapas de una forma más rápida. Sin embargo, la mayor ventaja de pasar a 3D fue la capacidad de descargar más a la GPU. Con los avances de las computadoras durante la última década, esto nos brinda los mayores beneficios en el desarrollo en lo que respecta a la jugabilidad y la IA. 
Paradox tenía una visión para el estilo del mapa, dado que el jugador pasara la mayor parte del tiempo mirándolo: "[...] para crear un mapa que se sienta como un mapa de la Segunda Guerra Mundial, como si pudiera ser un mapa que... un comandante en la guerra se miraría a sí mismo". El contenido del mapa también fue alterado; el número de provincias fue aumentado a más de 15 000 de las 2600 de Hearts of Iron II. Se agregaron divisiones personalizables también fueron agregadas, conteniendo cada una de dos a cinco brigadas. Cada brigada aumenta el poder de combate de la división y su coste.

## Recepción
Hearts of Iron III inicialmente recibió críticas mixtas debido a que fue lanzado con una gran cantidad de bugs en su versión inicial. Después de varios parches y la eliminación de bugs, la valoración aumentó y el juego recibió críticas generalmente positivas. Para diciembre de 2009, alcanzó un promedio de 77 en metacritic y un 79 % en GameRankings.
Gamepro escribió, "Tal vez el peor problema sea la misma interfaz, o más específicamente, la cantidad de información que da al jugador. En contraste con el viejo sistema, no hay una forma inmediata de saber cuantas divisiones hay en cada provincia".
Por otro lado, el juego ha sido alabado por estar "hecho a la medida para estrategas experimentados y jugadores del género con paciencia, pero el juego es más accesible que cualquiera de sus predecesores y un gran punto de entrada para nuevos jugadores que quieran adentrarse en el género de la gran estrategia".